# Cannomois aristata
Cannomois aristata är en gräsväxtart som beskrevs av Maxwell Tylden Masters. Cannomois aristata ingår i släktet Cannomois och familjen Restionaceae. Inga underarter finns listade i Catalogue of Life.